# Reno, Parker County, Texas
Reno är en ort i Parker County i delstaten Texas, USA.